# Graphosia asimplex
Graphosia asimplex là một loài bướm đêm thuộc phân họ Arctiinae, họ Erebidae.